# Blanche af Lancaster
Blanche af Lancaster (født 22. marts 1342, død 12. september 1368) var et medlem af den engelske kongefamilie. Hun blev mor til Henrik 4. af England og farmor til Henrik 5. af England. 

## Forfædre
Blanche af Lancaster var tipoldedatter af Eleonora af Provence og kong Henrik 3. af England, oldedatter af Edmund Krogryg, 1. jarl af Lancaster og sønnedatter af den 3. jarl af Lancaster. Hendes far blev den 1. hertug af Lancaster. 
Blanche's ældre søster (Maud) blev gift to gange. Maud's andet ægteskab var med greven af Holland, der også var hertug af Straubing i Bayern. Maud døde barnløs som 22-årig, og Blanche arvede hendes besiddelser i England.   

## Familie
Blanche giftede sig med Johan af Gent, hertug af Lancaster. Han var søn af Filippa af Hainaut og kong Edvard 3. af England.
De fik følgende børn:
- Philippa af Lancaster (1360–1426), gift med kong Johan 1. af Portugal
- John af Lancaster (cirka1362/1364); død tidligt.
- Elizabeth af Lancaster, hertuginde af Exeter (1363 –  1426); gift første gang med John Hastings, 3. jarl af Pembroke, anden gang med John Holland, 1. hertug af Exeter, tredje gang med John Cornwall, 1. baron Fanhope.
- Edward af Lancaster (1365–1365).
- John af Lancaster (født 4. maj 1366); død tidligt.
- Henrik 4. af England (1367 – 1413); først gift med Mary de Bohun og derefter med Johanne af Navarra.
- Isabelle af Lancaster (født 1368); død ung